# Hart, Michigan
Hart är administrativ huvudort i Oceana County i den amerikanska delstaten Michigan. Enligt 2010 års folkräkning hade Hart 2 126 invånare.